# Sveti Vrh
Sveti Vrh este o localitate din comuna Mokronog - Trebelno, Slovenia, cu o populație de 92 de locuitori.